# Tandriemaandrijving
Een tandriemaandrijving is een aandrijfsysteem dat zowel in een motor als in de eindaandrijving wordt gebruikt. Het is een speciale versie van de riemaandrijving.
Het systeem bestaat uit twee poelies met een buitenvertanding, waarover een getande riem met binnenvertanding ligt. De vertanding voorkomt het slippen van de riem. 

## Distributieriem
In een motor wordt een tandriem gebruikt voor een "synchrone" aandrijving, dat wil zeggen een aandrijving met een vaste verhouding, die onder geen voorwaarde mag wijzigen. De aandrijving van de nokkenas is daar een voorbeeld van. Als de riem van een nokkenasaandrijving zou slippen zouden de kleppen niet op het juiste moment open- en dichtgaan en zou in veel gevallen ook het ontstekingstijdstip wijzigen. Tandriemen vervangen hier de tandwiel aandrijving en de kettingaandrijving. Deze beide systemen vereisen een smeersysteem, waardoor ze ook in een speciaal afgesloten deel van de motor (het distributiecarter) moeten zitten. Voor nokkenasaandrijving waarbij grote krachten vrijkomen, zoals bij vrachtauto's, worden nog wel tandwielen gebruikt. 
Distributieriemen moeten tijdig vervangen worden. Breuk van een riem zorgt ervoor dat de in- en uitlaatkleppen stil blijven staan, terwijl de krukas nog draait. De op- en neer gaande zuigers kunnen de kleppen dan raken waardoor grote motorschade kan ontstaan.

## Aandrijfriem

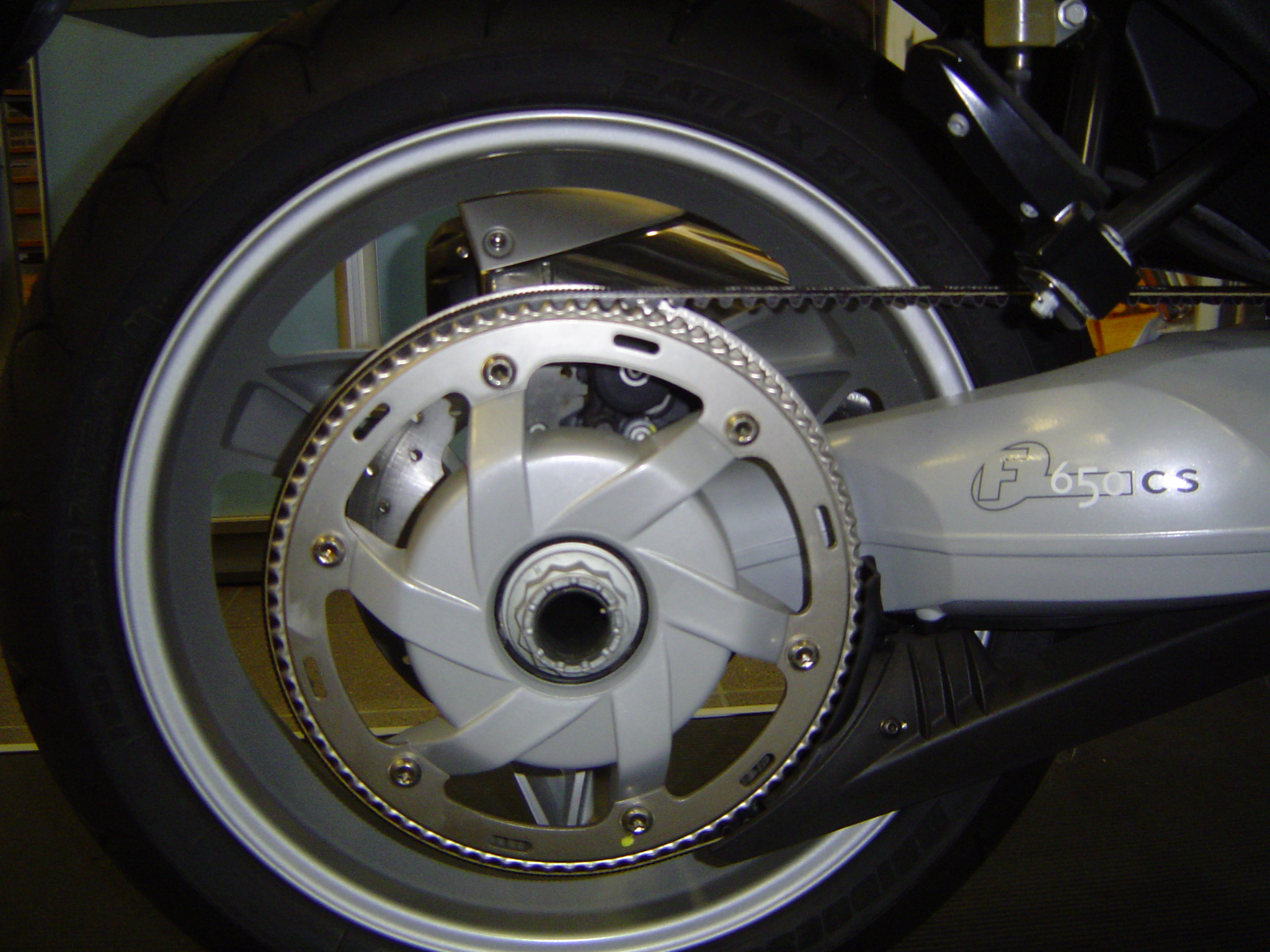
Tandriemaandrijving (BMW F 650 CS)

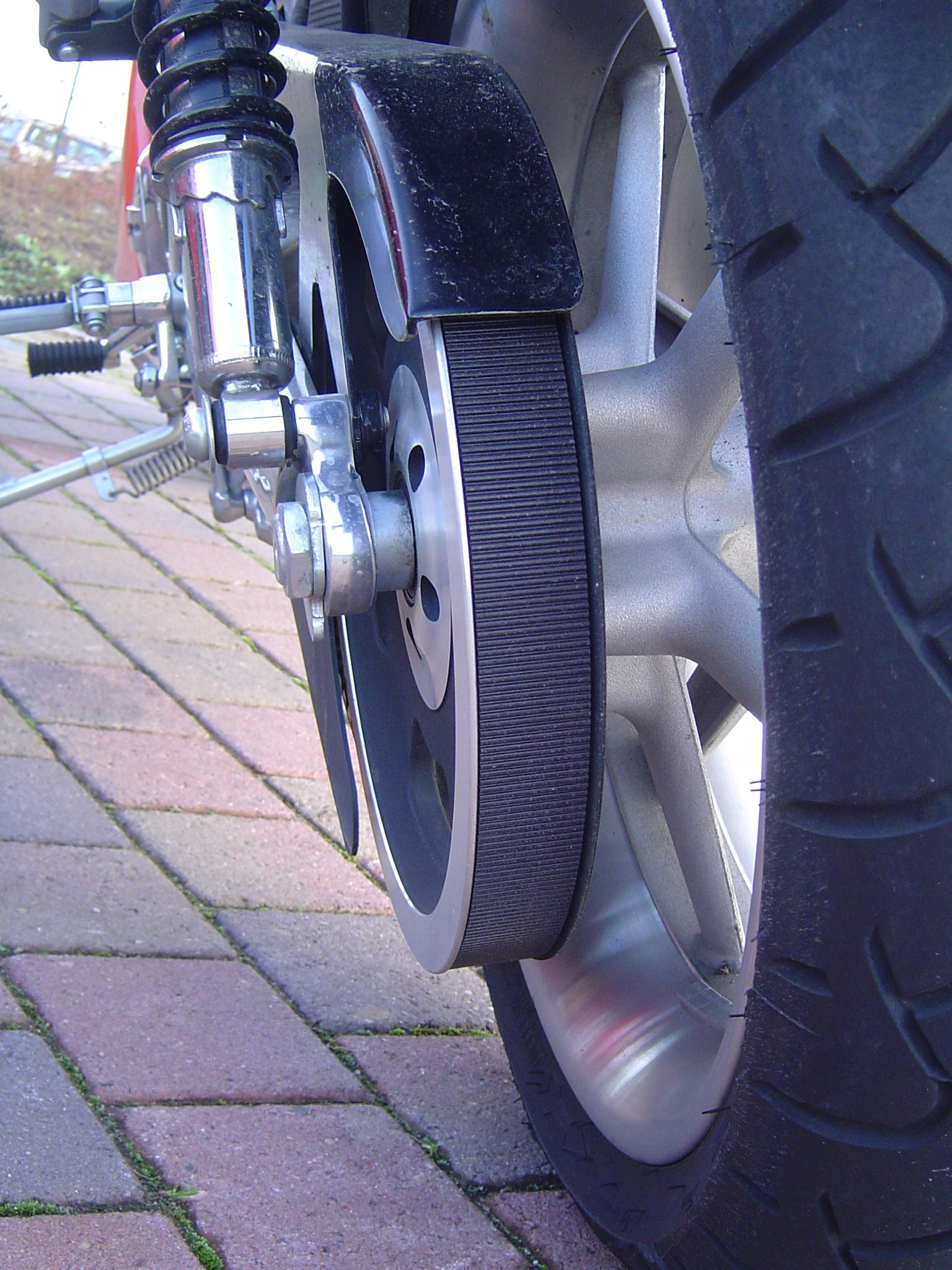
Tandriem in een Harley-Davidson VRSCA V-Rod

In de eindaandrijving (van versnellingsbak naar achterwiel) van motorfietsen wordt soms een tandriem toegepast. 
Hoewel het gebruik van een metalen ketting of een cardanaandrijving nog steeds algemener is, wint de belt langzaam aan populariteit aangezien hij veel onderhoudsvriendelijker is dan een metalen ketting en tandwielen.
Deze vorm van aandrijving wordt gebruikt op enkele typen van de merken BMW, Kawasaki, Suzuki en Harley-Davidson.
Enkele motorfietsmerken, waaronder Ducati en Rotax, gebruiken een tandriem voor de aandrijving van de nokkenas, bij auto's is het gebruik van tandriemen voor deze toepassing vrij algemeen. Het Duitse merk Glas paste de tandriem als eerste toe, maar klanten vertrouwden deze riemaandrijving toen nog niet.
De riem wordt ook wel jarretel genoemd.
Tandriemaandrijvingen worden ook steeds meer door fietsfabrikanten gebruikt voor fietsen met een versnellingsnaaf. De Amerikaanse leverancier Gates brengt riemaandrijvingen voor fietsen op de markt voor onder andere de Nederlandse merken Koga en Santos.

## Type profiel

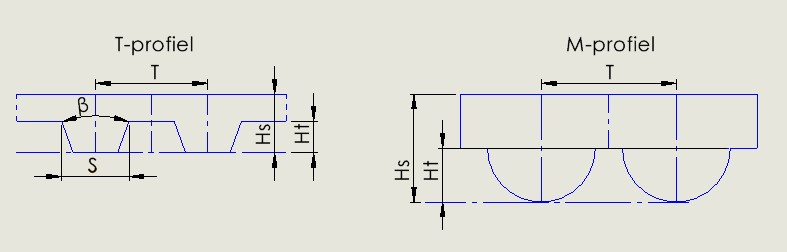
Vergelijking T-profiel met M-profiel met de belangrijke maten

Er zijn meerdere type profielen die gebruikt kunnen worden voor de aandrijving van de tandriemen. De twee hoofd type van deze overbrengingen zijn T-profielen (Trapezium form) en M-profielen (rond). M-profielen worden ook wel HTD (High Torque Drive) genoemd door de lage terugslag in het profiel en de hoge overbrenging van koppel die mogelijk is. De maten van de T en M-profielen zijn als volgt;
| Type  | T   | Hs  | Ht  | s    | β   |
| ----- | --- | --- | --- | ---- | --- |
| T 2,5 | 2,5 | 1,3 | 0,7 | 1,50 | 40° |
| T5    | 5   | 2,2 | 1,2 | 2,65 | 40° |
| T10   | 10  | 4,5 | 2,5 | 5,30 | 40° |
| T20   | 20  | 9,1 | 5,0 | 10,6 | 40° |

| Type | T  | Hs   | Ht   |
| ---- | -- | ---- | ---- |
| 3M   | 3  | 2,4  | 1,2  |
| 5M   | 5  | 3,6  | 2,1  |
| 8M   | 8  | 5,6  | 3,38 |
| 14M  | 14 | 10,0 | 6,1  |
| 20M  | 20 | 13,2 | 8,4  |